# Salsa bolzanina
La Salsa bolzanina (in tedesco: Bozner Soße o Bozner Sauce) è un condimento nato in Alto Adige, e diffuso anche nei confinanti Trentino e Tirolo. Tipicamente questa salsa è utilizzata per accompagnare gli asparagi, in particolare quelli bianchi, ed il prosciutto di Pasqua.
La salsa è composta da uova sode (con l'albume finemente tritato ed il tuorlo setacciato), senape, olio di semi di girasole (o in alternativa olio d'oliva), aceto di vino, erba cipollina, sale e pepe. In alcune versioni vengono aggiunte piccole quantità di maionese, del brodo o del prezzemolo.